# پولونز

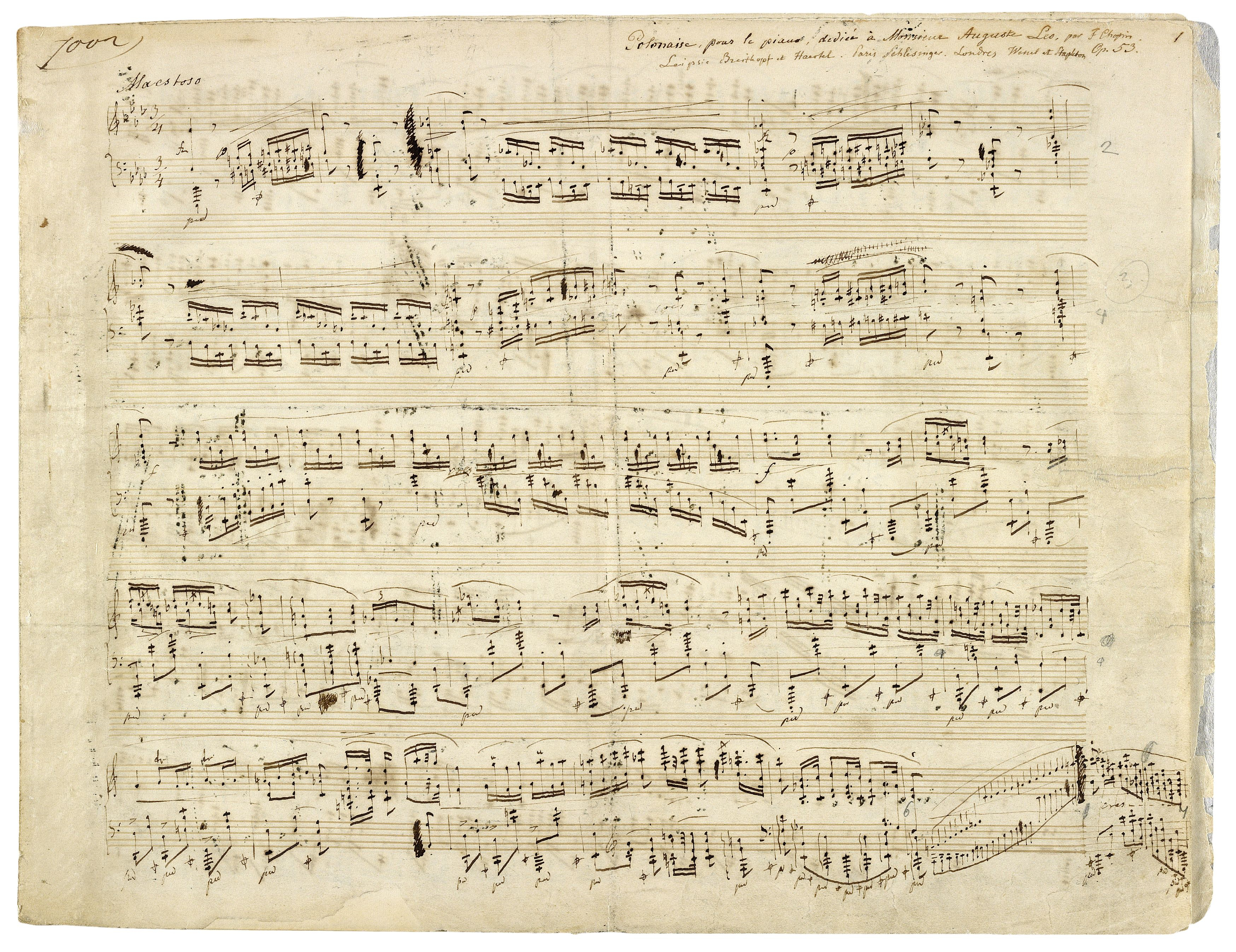
Frédéric Chopin, Polonaise As-Dur op. 53, Autograph, „dédiée à Monsieur Auguste Léo“, 1842 – New York, Morgan Library & Museum, Dannie and Hettie Heineman Collection, Sign. MS 42

پولونِز (به لهستانی: Polonez، به فرانسوی: Polonaise)‏ نوعی رقص لهستانی با ضربِ ۳/۴ است که از قرن ۱۷ تا ۱۹ میلادی معمولاً در گشایش تشریفات سلطنتی اجرا می‌شد.
پولونز در مراسم تاج‌گذاری آنری سوم در سال ۱۵۷۳ م توسط نجیب‌زادگان به‌عنوان رقصی رسمی به‌کار گرفته شد. در شیوهٔ اشراف‌زادگان، زوج‌ها (با توجه به جایگاهشان) دورتادورِ سالن به اجرا می‌پرداختند، در حالی که در هر سه گام، زانوانشان را به‌آرامی خم می‌کردند.

## در موسیقی
پولونز به‌عنوان فرمی در موسیقی توسط آهنگسازان برجسته‌ای چون یوهان سباستین باخ، لودویگ فان بتهوون، جرج فردریک هندل، مودِست موسورگسکی و فرِدِریک شوپن استفاده شده‌است. از شوپن ۱۶ پولونز برای پیانو باقی مانده‌است که همهٔ آن‌ها بسیار معروفند.

## نگارخانه

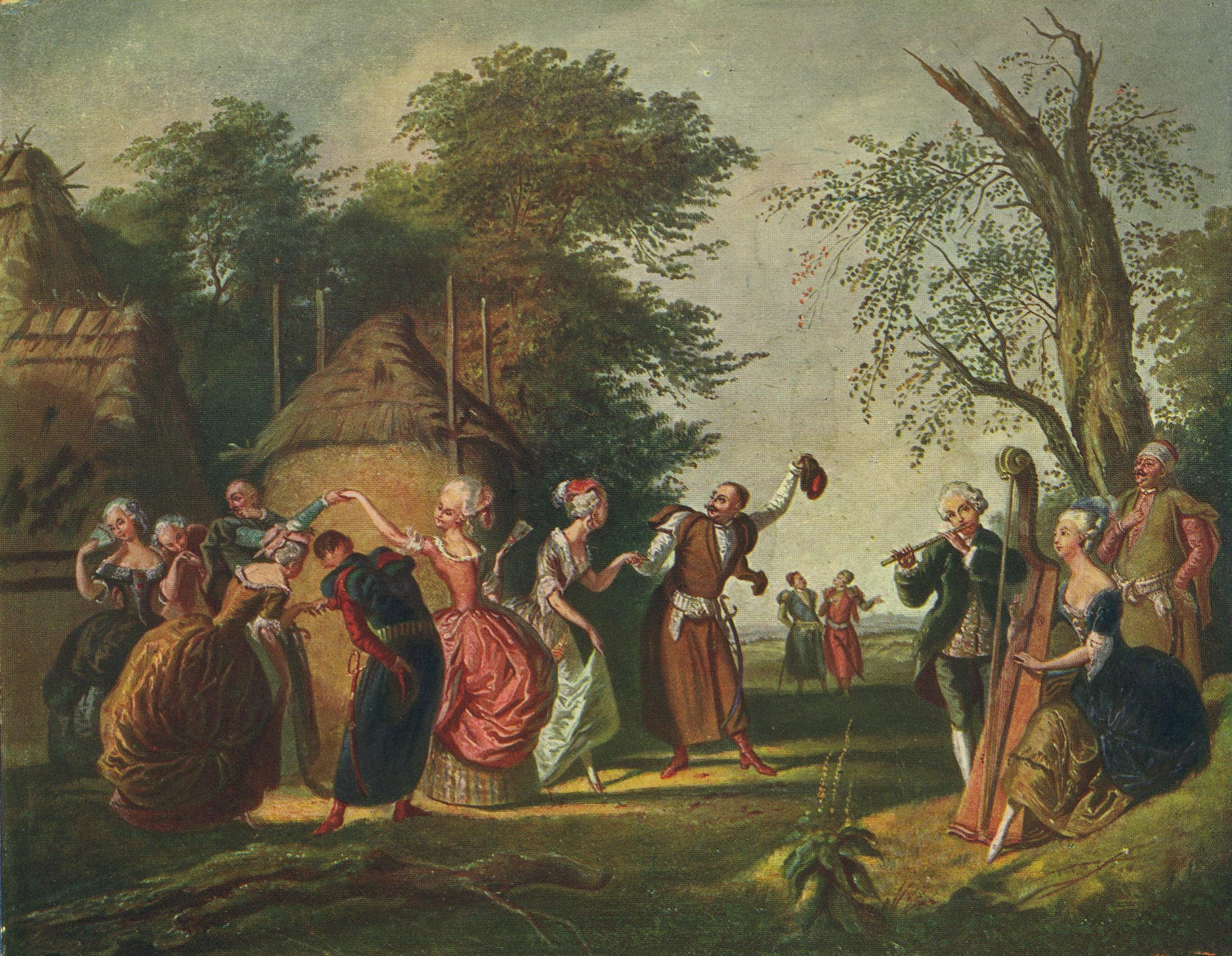
نقاشی مربوط به سدهٔ ۱۹ میلادی که لهستانی‌ها را در حال انجام رقص پولونز نشان می‌دهد
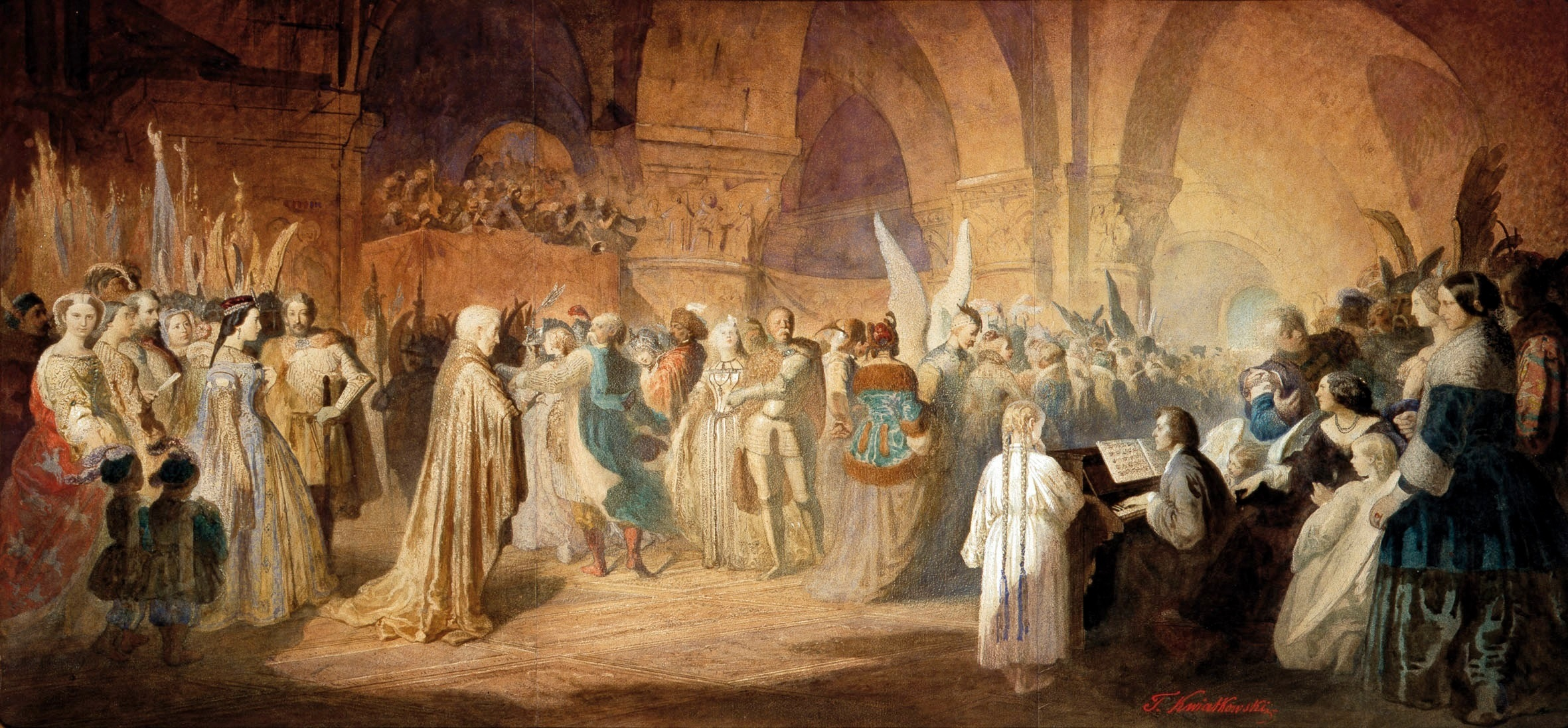
نقاشی‌ای که شوپن را در حال اجرای پولونز در پاریس نشان می‌دهد
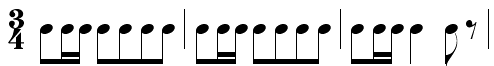
ضرب‌آهنگ متداول پولونز